# Erich Jacob
Erich Jacob, también como Jakob, (Königs Wusterhausen, 22 de diciembre de 1907 - Brunswick, 5 de junio de 1974) fue un oficial de policía alemán en la época del nacionalsocialismo.

## Vida
Tras asistir a la escuela, que terminó en 1926 con el examen de madurez, Jacob deseaba estudiar ingeniería, pero no pudo por razones financieras. En consecuencia, estudió en la Escuela de Policía de Treptow a partir de 1927. Ese mismo año fue nombrado sargento de policía y en 1928 fue trasladado a la policía antidisturbios de Schneidemühl en la actual Polonia.
En 1934, Jacob realizó a petición propia un curso de formación policial en el Instituto de Policía de Charlottenburg, que completó con la calificación de «bueno». Gracias a su nueva formación se convirtió en jefe de un departamento en la Mordinspektion [Inspección de asesinatos] de Berlín. En marzo de 1935 fue nombrado inspector detective. En otoño de 1935, Jacob fue nombrado jefe del Abtreibungsdezernats [Departamento de abortos] de la policía de Berlín.
En octubre de 1936, Jacob fue nombrado miembro de la Reichszentrale zur Bekämpfung der Homosexualität und der Abtreibung [Central del Reich para la lucha contra la homosexualidad y el aborto], que se había creado ese año y que surgió como parte de la recién creado Reichskriminalpolizeiamt [Oficina de la Policía Criminal del Reich]. En esta institución, cuya gestión se confió inicialmente a Josef Meisinger y que estaba alojada organizativamente como Referat II 2 S de la Gestapo, Jacob asumió la dirección del Sachgebiet II 2 S (lucha contra el aborto en el Reich). Incluso antes del establecimiento del Reichssicherheitshauptamt [Oficina Central de Seguridad del Reich] (RSHA), Jacob fue nombrado sucesor de Meisinger como jefe de la Reichszentrale zur Bekämpfung der Homosexualität und der Abtreibung, que ahora se encontraba en el Amt V [Oficina V] de la RSHA. En esta capacidad, fue responsable de coordinar las medidas policiales del estado nazi contra la homosexualidad y el aborto en todo el país en los años siguientes. Como diputado de Gerhard Nauck, Jacob también fue subdirector de la Reichszentrale zur Bekämpfung der Sittlichkeitsdelikte [Oficina central del Reich para la lucha contra los delitos morales] desde noviembre de 1940.
Había sido miembro del Partido nazi desde 1940 y anteriormente se había unido a las SS en 1938, donde fue ascendido a SS-Hauptsturmführer en 1942.
En julio de 1943 se reorganizó la Reichszentrale: Jacob siguió siendo su director forense, pero se colocó a su lado al psiquiatra Carl-Heinz Rodenberg, un director científico, que asumió algunos de sus poderes.
Tras la Segunda Guerra Mundial, Jacob estuvo en internamiento aliado desde octubre de 1945 hasta enero de 1946. Después de su liberación, realizó trabajos ocasionales y finalmente se instaló en Brunswick como detective. Debido a sus actividades en la RSHA, se iniciaron investigaciones en su contra en 1964, pero se suspendieron por falta de pruebas incriminatorias. Murió el 5 de junio de 1974 en Braunschweig.